# كين روبنسون (مربي بريطاني)
السير كين روبنسون (بالإنجليزية: Ken Robinson) (4 مارس 1950 - 21 أغسطس 2020) كان مؤلف ومحاضر ومستشار دولي في مجال تعليم الفنون للحكومة والجهات غير الربحية، وهيئات الفنون والتعليم. وكان مدير الفنون في مشروع المدارس (1985-89) وأستاذ تربية الفنون في جامعة ووريك (1989-2001) ومنح لقب فارس في عام 2003 لخدماته في التعليم.
في الأصل هو من عائلة من الطبقة العاملة من ليفربول، وسبق له العيش في لوس انجليس مع زوجته ماري تيريز وطفليهما جيمس وكيت.

## حياته وتحصيله العلمي
ولد في ليفربول في إنكلترا، لجيمس روبنسون واثيل، وهو واحد من سبعة أطفال من خلفية الطبقة العاملة. أصيب والده بالشلل بعد حادث صناعي في عمله. كما أصيب روبنسون بشلل الأطفال في سن الرابعة. داوم في مدرسة ليفربول الجامعية (1961-1963)، ومدرسة وايد ديكون متوسطة في تشيشير (1963-1968). ثم تخرج بدرجة بكالوريوس بتخصص باللغة الإنجليزية والدراما من جامعة ليدز (1968-1972) وحاز في عام 1981 على درجة الدكتوراه فن جامعة لندن باحثاً أكاديمياً في الدراما والمسرح في التعليم.

## مشواره المهنى
بين 1985 و1989، كان روبنسون مدير مشروع الفنون في المدارس، وهي مبادرة لتطوير تعليم الفنون في جميع أنحاء إنجلترا وويلز. تعاطى المشروع مع أكثر من 2000 معلم وفنان ومسؤول في شبكة تضم أكثر من 300 مبادرة وكان ذا تأثير في صياغة المنهاج الوطني في انكلترا. خلال هذه الفترة كان رئيس وكالة ارتسووركس (Artswork)، وهي الوكالة الوطنية لتنمية الفنون عند شباب المملكة المتحدة، وعمل مستشاراً لأكاديمية هونغ كونغ للفنون المسرحية.
وكان أستاذ تربية الفنون في جامعة ووريك (1989-2001) وخدم أربع سنوات رئيساً لقسم تربية الفنون، ورئيساً لبحوث التنمية في كلية التربية. وقد شغل أيضاً مناصب مدير الدراسات الجامعية في معهد ووريك للتربية ومدير برنامج الماجستير في تربية الفنون والدراسات الثقافية ومدير وحدة الأبحاث في مجال التعليم والثقافة والفنون (URECA). وهو الآن أستاذ فخري في جامعة ووريك. في عام 1998، تولى رئاسة لجنة حول الإبداع والتربية والاقتصاد، وكان لتقريره «مستقبلنا: الإبداع الثقافة والتعليم» أثر كبير. وكتبت مجلة التايمز حوله: «هذا التقرير يثير بعض القضايا الهامة التي تواجه معظم الأعمال في القرن الحادي والعشرين. مما سيدفع كل رئيس التنفيذي أو مدير قسم الموارد البشرية بالمطالبة باتخاذ إجراءات». كما ساعد في وضع إستراتيجية للتنمية الاقتصادية والإبداعية كجزء من عملية السلام في أيرلندا الشمالية، ونشر «فتح الإبداع»، ووضع خطة لتنفذ في جميع أنحاء المنطقة وأشرف على مشروع أوكلاهوما للإبداع. في عام 1998 ترأس اللجنة الاستشارية الوطنية حول التعليم الإبداعي والثقافي.
في يونيو 2003، وسم روبنسون كفارس في لإنجازاته في الإبداع والتعليم والفنون. وهو متحدث ذو شعبية في مؤتمرات تيد التي يشاهدها الملايين، حيث قدم محاضرتين حول دور الإبداع في التعليم. في عام 2005 سمي أحد "الأصوات الرئيسية" وهي مبادرة مشتركة لمجلتي "تايم، وفورتشن، ومحطة سي إن إن. في عام 2010، أنتجت والجمعية الملكية لتشجيع الصناعات والفنون والتجارة فيل رسوم متحركة لأحد خطب روبنسون حول تغيير "نماذج التعليم على يوتيوب". شاهد الفيديو ما يقرب من نصف مليون مرة في الاسبوع الأول على موقع يوتيوب.

## أعماله
- 1977 «التعلم من خلال الدراما».تقرير من الدراما المجلس مشروع تدريس المدارس. مكجريجور مع لين وتيت ماجي. دوري أبطال أوروبا. هاينمان. ردمك 0435185659
- 1980 "استكشاف مسرح" Heinmann "التعليم وردمك 0435187813
- 1982 «الفنون في المدارس: المبادئ والممارسات وتوفير.» مؤسسة كالوست غولبنكيان. ردمك 0903319233
- 1984 «الفنون والتعليم العالي». (محرر مع كريستوفر بول). كالوست والثقة ليفرهولم، ردمك 0900868899
- 1986 «الفنون في التعليم الإضافي». الدائرة البريطانية التعليم والعلوم.
- 1998 «مواجهة المستقبل: الفنون والتربية والتعليم في هونغ كونغ،» هونغ كونغ مجلس تنمية الفنون B002MXG93U آسين
- 1998 «مستقبلنا: الإبداع والثقافة والتعليم (تقرير روبنسون)» [9]
- 2001 «انطلاقا من عقولنا: تعلم أن تكون خلاقة.» تتويجا. ردمك 1907312471[10]
- 2009 «العنصر: كيفية العثور على العاطفة كل شيء التغييرات» (مع لور ارونيكا). فايكنج ردمك 0670020478
- 2010 «إطلاق الإبداع» [11]

## الجوائز
- 2009 سفير للسنة الأوروبية للإبداع والابتكار
- 2009 درجة الدكتوراه فخرية من كلية التصميم في رود آيلاند (كلية ريزدي) [12]
- 2008 جائزة المحافظين للفنون في ولاية بنسلفانيا
- 2008 جائزة غينس للإبداع والريادة
- 2008 ميدالية جورج بيبودي [12]
- 2008 وسامبنيامين فرانكلين الجمعية الملكية للفنون [12]
- 2008 درجة الدكتوراه الفخرية من جامعة سنترال انكلند
- 2004 من رفيق معهد ليفربول للفنون المسرحية
- 2003 وسم فارساً ملكياً.[12]

## الروابط الخارجية
- كين روبنسون على موقع IMDb (الإنجليزية)
- كين روبنسون على موقع ميوزك برينز (الإنجليزية)
- كين روبنسون على موقع ديسكوغز (الإنجليزية)
- كين روبنسون على موقع قاعدة بيانات الفيلم (الإنجليزية)
- فلنثور على التعلم!  نسخة محفوظة 22 يناير 2011 على موقع واي باك مشين.نقاش مؤتمر تيد، 2010 نسخة محفوظة 22 يناير 2011 على موقع واي باك مشين.
- لماذا تقتل المدارس الإبداع، والحال بالنسبة لنظام التعليم الذي ينمي الإبداع: تيد نقاش المؤتمر، مونتري، كاليفورنيا، 2006
- في مقابلة متعمقة على الإبداع
- IMNO الإرشاد المصدر المفتوح مقابلة مع روبنسون نسخة محفوظة 4 ديسمبر 2010 على موقع واي باك مشين.
- ليفربول التلاميذ مقابلة روبنسون، 2008
- لندن طالبا مقابلة روبنسون، لندن الدولي للموسيقى إظهار، 2008 نسخة محفوظة 22 يوليو 2012 على موقع واي باك مشين.
- بودكاست مقابلة مع من لا أعرف MediaSnackers، 2007
- طريقة عرض جديدة من القدرات البشرية (فيديو) 2009